# Australanusia pilosithorax
Australanusia pilosithorax är en stekelart som beskrevs av Girault 1922. Australanusia pilosithorax ingår i släktet Australanusia och familjen sköldlussteklar. Inga underarter finns listade.